# Долговська сільська рада (Куртамиський район)
Долго́вська сільська рада (рос. Долговский сельский совет) — сільське поселення у складі Куртамиського району Курганської області Росії.
Адміністративний центр та єдиний населений пункт — село Долговка.
Населення сільського поселення становить 459 осіб (2017; 607 у 2010, 873 у 2002).